# Kristinsdóttir
Kristinsdóttir ist ein isländischer Name.

## Bedeutung
Der Name ist ein Patronym und bedeutet Tochter des Kristinn. Die männliche Entsprechung ist Kristinsson (Sohn des Kristinn).

## Namensträger
- Ágústa Kristinsdóttir (* 1994), isländische Fußballspielerin
- Ólafía Þórunn Kristinsdóttir (* 1992), isländische Golferin
- Ólöf Sigríður Kristinsdóttir (* 2003), isländische Fußballspieler